# Neocordulia campana
Neocordulia campana – gatunek ważki z rodziny Synthemistidae. Znany tylko z jednego stanowiska na górze Cerro Campana w południowej Panamie.